# NGC 6393
NGC 6393 este o galaxie spirală situată în constelația Dragonul. A fost descoperită în 7 iulie 1885 de către Lewis A. Swift.